# انتخابات مجلس افغانستان (۱۳۹۷)
سومین انتخابات مجلس افغانستان که طی آن اعضای دوره هفدهم پارلمان افغانستان انتخاب شود پس از ۳ سال تأخیر در ۲۸ میزان/مهر ۱۳۹۷ برگزار شد. دوره قبلی انتخابات مجلس نمایندگان افغانستان در سال ۱۳۸۹ برگزار شد و طبق قانون باید پس از پنج سال و در سال ۱۳۹۴ انتخابات مجلس بعدی برای تشکیل دوره هفدهم برگزار می‌شد اما به دلیل بحث‌های پیش از انتخابات حول اصلاح قانون انتخابات افغانستان و اختلافاتی که پس از انتخابات ریاست جمهوری افغانستان در سال ۱۳۹۳ بوقوع پیوست، این انتخابات پس از ۳ سال تأخیر در سال ۱۳۹۷ برگزار شد. نظام پیشین انتخابات پارلمانی افغانستان مبتنی بر تک‌رأی انتقال‌ناپذیر بود.

## سابقه
بسیاری از مجادلات در دولت پیشین و ائتلافی افغانستان حاصل دعوای دو نامزد اصلی انتخابات ریاست‌جمهوری ۱۳۹۳ بود. اصلاح اساسی نظام انتخاباتی این کشور یکی از قرارهایی بود که دو نامزد اصلی یعنی اشرف غنی احمدزی رئیس‌جمهور و عبدالله عبدالله رئیس اجرایی افغانستان برای تقسیم قدرت بین هم گذاشتند. هر چند هر دو بر سر این مسئله که تا زمان اصلاح قانون نباید انتخاباتی برگزار شود توافق کردند اما بر سر این که چگونه و چه کسی باید بر این روند نظارت داشته باشد به توافق نرسیده بودند. پیشنهاد احمدزی مبنی بر انتصاب شکریه بارکزی برای این پست مورد قبول عبدالله قرار نگرفت زیرا وی را بسیار نزدیک به احمدزی می‌دانست. عبدالله در عین حال به شدت با مقامات ناظری که انتخابات ۱۳۹۳ را پایش کردند مخالف بود. دلیل آن نیز شیوع این باور بود که بی‌نظمی‌های آن انتخابات بیشتر به سود احمدزی تمام شد تا عبدالله. همچنین باید این نکته را هم افزود که هیچ‌کدام از مقامات یادشده متهم به هیچ جرمی نشدند و از مقامشان عزل نگردیدند. با وجود فراخوان‌های عبدالله مبنی بر تغییرات اساسی در قانون انتخابات، طرفداران احمدزی بیشتر خواهان تغییرات محدود بودند.

### مسائل مهم در انتخابات نظام پیشین
نخستین مسأله، نام‌نویسی رأی‌دهندگان بود. اتباع افغانستان محدود به رأٔی دادن در یک منطقه خاص نبودند به این معنا که می‌توانستند از کارت‌های رأی‌دهی که در ۱۳۸۰ دریافت کرده بودند برای رأی دادن در دوره بعدی هم استفاده کنند. هم‌چنین عملیات نام‌نویسی انتخابات پارلمانی از سال ۱۳۹۵، سه بار انجام شد که موجب صدور ۲۰ میلیون کارت برای مردم شد ولی تخمین زده شده بود افغانستان در آن زمان تنها ۱۲ میلیون رأی‌دهنده داشت و کارت‌های اضافی می‌توانستند ابزار مناسبی برای تقلب باشند. ایجاد یک سامانهٔ تشخیص هویت الکترونیک نیز دست‌کم نیاز به ۱۰ سال زمان داشت.
شکست مداوم در تعیین زمان برای انتخابات یا اصلاح نظام انتخاباتی موجب شد تا برنامه عمران ملل متحد در خرداد ۱۳۹۴ طرح کمک چندمیلیون دلاری خود به دستگاه‌های انتخاباتی افغانستان را قطع کند. این مسئله زمانی رخ داد که همهٔ طرح‌های کمک به افغانستان به دلیل فساد مالی در این کشور مورد تردید قرار گرفته بود.
در ۲۵ تیر ۱۳۹۴ اشرف غنی احمدزی پس از ۹ ماه تأخیر دستوری مبنی بر تشکیل یک کمیسیون ۱۶ نفره با هدف بررسی اصلاحات نظام انتخاباتی صادر کرد. دوره پارلمان افغانستان در ۱ تیر ۱۳۹۴ به پایان رسیده بود، در نتیجه رئیس‌جمهور فرمان دیگری برای تمدید دورهٔ این مجلس تا انتخابات بعدی صادر کرد. در مرداد آن سال کمیسیون اصلاح نظام انتخاباتی کار خود را آغاز کرده بود.

### پیشنهادهای کمیسیون اصلاح نظام انتخاباتی
کمیسیون اصلاح نظام انتخاباتی پیشنهادهای خود را در روز یکشنبه ۸ شهریور ۱۳۹۴ پس از یک ماه بررسی تقدیم کرد. در میان این پیشنهادها، پیشنهاد تخصیص ۸۳ کرسی یا یک سوم کرسی‌های پارلمان ۲۵۰ نفری افغانستان به احزاب سیاسی بر پایهٔ سطح پیروزی آن‌ها در انتخابات در سطح کشور وجود داشت. از دیگر پیشنهادها می‌توان به پیشنهاد بازسازی کمیسیون انتخابات موجود؛ ایجاد سامانهٔ تشخیص هویت رأی دهندگان پیش از انتخابات بعدی و پیشنهاد تقسیم ولایت‌ها به مناطق رأی دهی کوچکتر اشاره کرد تا بتوان در صورت تقلب، قرنطینه ایجاد کرد. برخی کارشناسان بر این باور بودند که این پیشنهادها به دیدگاه‌های عبدالله نزدیکتر است.
دو تن از هم‌وندان این کمیسیون به نام‌های کاوون کاکر و شاه محمود میخائیل به نشانهٔ اعتراض از آن خارج شدند. گفته می‌شد ایشان به احمدزی نزدیک هستند. این دو از تخصیص کرسی‌ها بر مبنای سطح پیروزی گروه‌ها در حوزهٔ انتخاباتی سراسری شکایت داشتند. آن‌ها بر این باور بودند که حوزه‌های انتخابی کوچکتر می‌تواند ارتباط نزدیک‌تری بین مردم و نمایندگان ایجاد کند و تغییرات پیشنهادی به نفع احزاب بزرگتر تمام خواهد شد. اما سلطان عاکفی رئیس کمیسیون اصلاحات این ادعاها را رد کرد و گفت نظام پیشنهادی برای توسعهٔ احزاب سیاسی و ملی موجود مهم است و نسبت به نظام غیر حزبی کنونی با نامزدهایی که از لحاظ عقیدتی به شدت تفاوت دارند برتری دارد.

## چالش‌ها
برگزاری انتخابات پارلمان افغانستان از همان ابتدا با مشکلات زیادی روبرو بود. طبق قانون پیشین انتخابات باید انتخابات دوره هفدهم پارلمان افغانستان در سال ۱۳۹۴ برگزار می‌شد اما این این انتخابات با ۳ سال تأخیر برگزار شد. دخالت دولت در امور انتخابات و بروز اختلاف میان رئیس‌جمهور و رئیس اجرائیه برای نمونه سر جریان زدن برچسب بر روی کپی شناسنامه از جمله اقداماتی بود که در این انتخابات رخ داد.

### انتخابات در غزنی
در دوره شانزدهم مجلس نمایندگان افغانستان تمامی ۱۱ نمایندگان ولایت غزنی از قوم هزاره بودند. در این دوره اما با اعلان تقویم انتخابات، مردمان قوم پشتون با خیمه زدن در برابر دفتر کمیسیون مستقل انتخابات افغانستان مانع فعالیت کمیسیون در این ولایت شدند. آن‌ها خواستار اقدامی شدند که در این دوره از انتخابات از مردمان آنان نیز بتوانند به مجلس نمایندگان راه پیدا کنند که بر خلاف قانون انتخابات و با نقض صریح قانون و برای جلوگیری از تکرار اتفاق دوره قبل این ولایت به سه حوزه انتخاباتی تقسیم شد. این اقدام کمیسیون مستقل انتخابات واکنش منفی و اعتراض نمایندگان ولایت غزنی را برانگیخت و این اقدام را غیرقانونی و تبعیض آمیز اعلام کردند و خواستار برگزاری انتخابات همانند دیگر ولایات شدند.

### ائتلاف بزرگ ملی افغانستان
ائتلاف بزرگ ملی افغانستان که از چهره‌های سیاسی شناخته شده و بانفوذ افغانستان بود دولت و کمیسیون مستقل انتخابات را به تقلب سازمان یافته متهم کرد. آن‌ها در یک نشست خبری بیش از هزاران شناسنامه جعلی را به رسانه‌ها منتشر کرد و ادعای دولت و کمیسیون مستقل انتخابات در ثبت نام ۹ میلیون نفری در انتخابات پیش رو کذب و باطل خواند. این ائتلاف هشدار داد برای جلوگیری از تقلب گسترده در انتخابات پیش رو دست به هر کاری می‌زند و طرفداران این ائتلاف در ۲۴ سنبله/شهریور دفاتر کمیسیون مستقل انتخابات در ولایت‌های هرات، بلخ، قندهار را بستند.

## ثبت نام رای‌دهندگان
ثبت نام رأی دهندگان در ۲۵ حمل/فروردین ۱۳۹۷ با حضور محمد اشرف غنی رئیس‌جمهور افغانستان و عبدالله عبدالله رئیس اجرایی در مراکز ثبت‌نام رأی دهندگان رسماً آغاز شد. هر شهروند افغانستان که بالای ۱۸ سال سن داشت حق رأی دهی داشت. هر شخص واجد شرایط رأی دهی که مایل به ثبت نام در فهرست رأی دهندگان است باید شخصاً و با ارائه مدارکی که هویت وی را ثابت کند به مراکز رای‌دهی رفته و خود را ثبت نام کند. هیچ فردی حق رأی دادن بدون ثبت نام را نداشت. شرایط ثبت نام در مراکز ثبت نام رأی دهندگان، داشتن شناسنامه هویتی و سن بالای ۱۸ سال بود. ثبت نام رأی دهندگان اقدامی برای جلوگیری از انجام تقلب و رای‌های خیالی صورت گرفت. یک هفته به پایان مهلت ثبت نام، کمیسیون مستقل انتخابات افغانستان از تمدید یک‌ماهه مهلت ثبت نام رأی دهندگان خبر داد. طبق اطلاعات غیررسمی پیش‌بینی می‌شد حداقل ۱۴ میلیون نفر واجد شرایط برای رأی دادن هستند.

### استقبال پایین ثبت‌نام رای‌دهندگان
ثبت‌نام رأی دهندگان با استقبال کم مردم روبرو شد مسائل امنیتی و بی‌اعتمادی مردم نسبت به انتخابات گذشته از دلایل اصلی شمرده می‌شود که منجر به حضور کم رنگ مردم برای ثبت‌نام رای‌دادن شد. بنابر آمار منتشر شده از طرف کمیسیون مستقل انتخابات در مدت حدود یک ماه از آغاز این روند فقط یک و نیم میلیون نفر در کل کشور برای حضور انتخابات ثبت‌نام کردند. گفته می‌شد که در کل کشور نزدیک به ۷۵۰۰ مرکز ثبت‌نام رأی دهندگان فعالیت می‌کرد. عبدالله عبدالله رئیس اجرائی کشور نیز پس از استقبال کم مردم از روند ثبت‌نام هشدار داد. دولت برای تشویق مردم برای ثبت‌نام طرح‌هایی منجمله الصاق برچسب استیکر بر روی کپی شناسنامه که مورد نگرانی عده‌ای از مردم از برچسب زده شدن روی شناسنامه اصلی‌شان بود را مطرح کرد اما پس از اعتراض‌ها به منجر شدن این طرح برای گسترش تقلب در انتخابات، این طرح لغو شد.

### تمدید ثبت‌نام و پایان مهلت ثبت‌نام
به دلیل افزایش حضور مردم برای ثبت‌نام رای‌دادن کمیسیون مستقل انتخابات افغانستان مهلت ثبت‌نام رأی برای یک ماه تمدید کرد. ثبت‌نام رأی دهندگان در ۱۰ مرداد/اس ۱۳۹۷ به پایان رسید.

### تحریم انتخابات
پس از حمله ۲ ثور/اردیبهشت ۱۳۹۷ در منطقه دشت برچی کابل که اکثراً از مردمان هزاره و شیعه مذهب تشکیل شده‌است، شورای علمای شیعه افغانستان ثبت نام در انتخابات را تا زمان تأمین امنیت توسط دولت تحریم کردند. هرچند پس از اعتراض به تحریم اصلاح کردند که روند کلی ثبت‌نام رأی دهندگان را تحریم نکردند بلکه خواستار آن شدند تا زمانی که امنیت انتخابات تأمین نشده بود برای ثبت‌نام مراجعه نکنند.

### آمار ثبت‌نام رای‌دهندگان
پس از پایان مهلت ثبت نام رأی دهندگان کمیسیون مستقل انتخابات ادعا کرد که بیش از ۹ میلیون نفر برای حضور در انتخابات پیش رو ثبت نام کرده‌اند. پس از افشاگری ائتلاف بزرگ ملی افغانستان از تقلب گسترده و سازمان یافته در ثبت نام رأی دهندگان این کمیسیون اعلان کرد که آمار رأی دهندگان به ۷ میلیون تن کاهش یافته‌است و تا بررسی نهایی ممکن است این آمار به کمتر از این مقدار کاهش یابد. به باور برخی احزاب سیاسی عداد واقعی ثبت نام کنندگان رأی دهی در این کشور حدود ۴ میلیون نفر بود.

## ثبت نام نامزدان
ثبت نام نامزدان پارلمان افغانستان در تاریخ ۵ جوزا/خرداد ۱۳۹۷ آغاز شد.

### شرایط ثبت نام نامزدان
طبق ماده سی و نهم قانون انتخابات پیشین افغانستان شرایط کاندید شدن به شرح زیر بود:
- در روز کاندید شدن بالای ۲۵ سال سن داشته باشد.[۳۵]
- مرتکب جنایات جنگی و ضد حقوق بشری نشده باشد.[۳۵]
- تابعیت افغانستان را داشته یا حداقل ده سال از کسب تابعیت وی گذشته باشد.[۳۵]
- ارائه ۱۰۰۰ شناسنامه برچسب دار از شهروندان بالای ۱۸ سال.[۳۶]

### آمار ثبت نام نامزدان
کمیسیون مستقل انتخابات افغانستان در تاریخ ۲۰ اسد/مرداد ۱۳۹۶ فهرست نهایی نمایندگان راه یافته برای حضور در انتخابات ۱۳۹۷ را اعلام کرد. بیش از ۲۵۰۰ تن خود را برای رسیدن به کرسی مجلس نمایندگان نامزد کردن که از این میان ۴۰۱ تن از کاندیداها را زنان تشکیل می‌داد. ده نامزد قبل از برگزاری انتخابات کشته شدند.
| ولایت   | تعداد | ولایت   | تعداد | ولایت  | تعداد | ولایت  | تعداد | ولایت       | تعداد |
| ------- | ----- | ------- | ----- | ------ | ----- | ------ | ----- | ----------- | ----- |
| اروزگان | ۲۵    | پکتیا   | ۷۸    | زابل   | ۲۴    | قندوز  | ۹۰    | ننگرهار     | ۱۳۷   |
| بادغیس  | ۳۵    | پکتیکا  | ۳۳    | سرپل   | ۳۳    | قندهار | ۱۱۲   | نورستان     | ۱۸    |
| بامیان  | ۴۰    | پنجشیر  | ۱۲    | سمنگان | ۳۱    | کابل   | ۸۰۴   | نیمروز      | ۱۲    |
| بدخشان  | ۷۶    | تخار    | ۷۳    | غزنی   |       | کاپیسا | ۳۵    | وردک        | ۴۰    |
| بغلان   | ۸۸    | جوزجان  | ۳۰    | غور    | ۳۰    | کنر    | ۳۱    | هرات        | ۱۶۱   |
| بلخ     | ۸۵    | خوست    | ۵۵    | فاریاب | ۶۲    | لغمان  | ۳۳    | هلمند       | ۹۲    |
| پروان   | ۲۸    | دایکندی | ۴۱    | فراه   | ۴۲    | لوگر   | ۳۵    | کوچی        | ۴۳    |
| پروان   | ۲۸    | دایکندی | ۴۱    | فراه   | ۴۲    | لوگر   | ۳۵    | هندو و سکهـ | ۱     |

### حذف برخی چهره‌ها
در لیست اولیه منتشر شده نامزدان انتخابات پارلمانی افغانستان اسامی ۲۶۹۱ تن حضور داشت که ۱۴۱ تن حذف شده بودند. پس از شکایات و بررسی دوباره ۱۰۲ نفر توانستند به فهرست نهایی راه یابند و ۳۵ تن دیگر حذف شدند. در میان افراد حذف شده چهره‌های شناخته شده نمایندگان دوره‌های قبل و افراد با نفوذ حضور داشت.

#### اسامی برخی چهره‌های مطرح حذف شده
- فوزیه کوفی: نماینده مردم بدخشان در پارلمان در دوره‌های قبل.
- مریم کوفی: خواهر فوزیه کوفی (نماینده پارلمان).
- تره خیل محمدی (ملا تره خیل): نماینده مردم کوچی در دوره قبل.
- ضیاء الحق امرخیل: رئیس پیشین دبیرخانه کمیسیون مستقل انتخابات (در انتخابات ریاست جمهوری ۱۳۹۳ اسنادی از تقلب توسط وی در رسانه‌ها و فضای مجازی منتشر شده بود).
- عبدالرحمان شهیدانی: نماینده مردم بامیان در دوره قبل و از اعضای شورای عالی جنبش روشنایی.
- قیس حسن: نماینده مردم کابل در دوره شانزدهم مجلس افغانستان.
- سید داود نادری: فرزند سید منصور نادری (نماینده مردم بغلان و رهبر اسماعیلیان افغانستان). وی متهم به قتل‌های زنجیره‌ای است.[۷۳]
- شیرعلی احمدزی: نماینده مردم کوچی در دوره شانزدهم مجلس افغانستان.
- زرداد فریادی: فرمانده پیشین حزب اسلامی (متهم به جنایت جنگی).[۷۴]
- سید جعفر نادری: فرزند سید منصور نادری (متهم به قتل‌های زنجیره‌ای).[۷۳]
- معصومه خاوری: نماینده اسبق مردم سمنگان در دوره شانزدهم پارلمان افغانستان.

## خشونت
- در یک حمله به یک مرکز اخذ شناسنامه در تاریخ ۲ ثور/اردیبهشت ۱۳۹۷ در منطقه هزاره نشین، دشت برچی در غرب کابل بیش از ۷۰ تن کشته و بیش از ۱۲۰ تن دیگر زخمی شدند.[۷۵]

### روز رای دهی
طالبان با انتشار اعلامیه‌هایی، هشدار داد که کسی در این انتخابات شرکت نکند چراکه مراکز انتخابات و رأی دهندگان را مورد حمله قرار می‌دهد. وزارت داخله پس از پایان برگزاری انتخابات خبر از وقوع ۱۹۲ حمله در روزهای انتخابات خبر داد که در نتیجه آن ۲۸ تن کشته و ده‌ها تن دیگر زخمی شدند. بزرگترین حمله مربوط به شمال کابل بود که دستکم ۱۵ تن در یک حمله انتحاری کشته شدند. طالبان در مزار شریف نیز چهار تن از ناظران انتخاباتی را پس از شکنجه به قتل رساندند.

## روز رای دهی
سومین انتخابات مجلس نمایندگان افغانستان در ۲۸ میزان/مهر ۱۳۹۷ و پس از سه سال تأخیر برگزار شد. بخاطر بعضی مشکلات در روز اول رأی دهی، یک روز دیگر نیز تمدید شد، هرچند این اقدام مورد اعتراض برخی نهادها قرار گرفت و آن را نقض قانون انتخابات دانستند. طبق گفته‌های رئیس کمیسیون انتخابات در این دوره حدود ۴ میلیون نفر به استثناء دو ولایت غزنی و قندهار شرکت کردند. پس از ترور جنرال عبدالرازق فرمانده پلیس قندهار و نگرانی از امنیت در این ولایت، برگزاری انتخابات یک هفته به تعویق افتاد اما زمان برگزاری انتخابات غزنی هرگز اعلام نشد. طبق آمارها میزان مشارکت در این دوره از انتخابات حدود ۴۵ درصد بوده و در ۶۷ درصد از رأی دهندگان را مردان و ۳۳ درصد دیگر را زنان تشکیل می‌داد. دولت افغانستان برای تأمین امنیت این انتخابات ۶۶ هزار نیروی امنیت را به کار گماشته بود.

### مشکلات
برگزاری انتخابات با مشکلات فراوانی روبرو بود. گزارش‌های متعددی از تأخیر در بازشدن مراکز رأی دهی، اشکال در دستگاه بیومتریک و آموزش دیده نبودن کارمندان برخی مراکز برای استفاده از این دستگاه، عدم حضور کارمندان کمیسیون انتخابات در برخی مراکز، نبود فهرست رأی دهندگان در مراکز رأی دهی مربوط و قابل شستشو بودن رنگ مخصوص انگشت رأی دهندگان منتشر شد. در روز دوم رأی دهی از ۴۰۱ مرکز رأی دهی تنها توانستند ۷۶ مرکز را باز کنند و بقیه مراکز به دلایل امنیتی باز نشد. وزارت داخله خبر از دستگیری ۶۰ نفر به اتهام دخالت در روند انتخابات خبر داد.
سیما سمر رئیس کمیسیون حقوق بشر افغانستان برخی تخلفات انجام شده را ذکر کرد که شامل فهرست زیر می‌شود:
- تأخیر یک الی شش ساعته بازشدن برخی مراکز.
- نبود فهرست رأی دهندگان در مراکز رأی‌گیری.
- با تأخیر رسیدن دستگاه بیومتریک، استفاده نادرست و کار نکردن آنها.
- پاک شدن رنگ مخصوص انگشت رأی دهندگان.
- رأی دادن افراد زیر سن و افرادی که اسمشان درون لیست رأی دهندگان نبود.
- رفتن کارمندان انتخابات و ناظران با رأی دهندگان در غرفه‌های رای‌دهی.[۸۴]

## نتایج

### نتایج ابتدایی
نتایج ابتدایی انتخابات پارلمانی پس از سه ماه به صورت کامل در ۲۴ جدی/دی ۱۳۹۷ اعلان شد. در نتایج اولیه ۶۳ درصد از نمایندگان پیروز را چهره‌های جدید تشکیل می‌داد که شامل ۱۲۶ مرد و ۳۳ زن می‌شد. هم‌چنین در این نتایج فقط یک زن توانست رأی کافی برای حضور در پارلمان را کسب کند و ۶۸ زن دیگر از سهمیه زنان در این فهرست راه‌یافتگان قرار داشتند. از فرزندان رهبران سیاسی نیز از بین ۱۳ نفر فقط ۵ تن به پارلمان راه پیدا کرده‌اند. منتقدان دولت، منجمله لطیف پدرام، اکثر اعضای ارشد جنبش روشنایی، همایون همایون، عبدالظاهر قدیر و تعدادی از اعضای شورای رهبری جمعیت اسلامی افغانستان به شمول عبدالحفیظ منصور و محیی الدین مهدی نیز در بین بازندگان نتایج ابتدایی قرار گرفتند.

### نتایج نهایی
اعلام نتایج نهایی انتخابات پارلمانی افغانستان با معرفی نمایندگان کابل در ۲۵ ثور/اردیبهشت ۱۳۹۸، پس از هفت ماه پایان یافت.

## تقلب
پس از اعلان نتایج ابتدایی حوزه کابل حدود ۴۰۰ نامزد نسبت به این نتایج اعتراض کرده و خواستار ابطال انتخابات در این حوزه شدند و دروازه‌های شهر کابل از سوی آنان بسته شد. کمیسیون شکایات انتخاباتی مدعی شد که آرای شهروندان کابل دست‌برد گسترده خورده است؛ طوری‌که برای «هر صندوق» در این حوزه سه جدول نتایج ساخته شده است. . کمیسیون رسیدگی به شکایت‌های انتخاباتی در ۲۲ ثور/اردیبهشت ۱۳۹۸ اعلان کرد که ۱۲ درصد آراء کابل ناپدید شده و نتایج نهایی کابل بر اساس ۸۸ درصد اعلان می‌شود. اما برخی یافته‌ها نشان می‌دهد که نتیجه‌ی انتخابات کابل بر اساس ۷۰ درصد آرا نهایی شده است و ۳۰ درصد آرا ناپدید است. به خشونت کشیده شدن معترضان به نتایج انتخاباتی بغلان دستکم یک تن کشته و چهار تن دیگر زخمی شدند. عبدالعزیز آریایی رئیس پیشین کمیسیون مستقل انتخابات افغانستان در مصاحبه‌ای به آریانا نیوز مدعی شد که محمداشرف غنی رئیس جمهور وقت در این انتخابات مداخله کرده و از کمیسیون‌های انتخاباتی خواسته که برخی افراد مشخص در انتخابات پیروز اعلام شود.